# Canthidermis sufflamen
Canthidermis sufflamen är en fiskart som först beskrevs av Samuel Latham Mitchill 1815.  Canthidermis sufflamen ingår i släktet Canthidermis och familjen tryckarfiskar. Inga underarter finns listade.